# Sphecozone nigripes
Sphecozone nigripes là một loài nhện trong họ Linyphiidae. Loài này được phát hiện ở Peru.